# Walentin Fiodorow
Władimir Wasiljewicz Fiodorow, ros. Валентин Васильевич Фёдоров (ur. 11 kwietnia?/24 kwietnia 1911, zm. 4 grudnia 1981 w Leningradzie) – rosyjski piłkarz, grający na pozycji pomocnika, trener piłkarski.

## Kariera piłkarska

### Kariera klubowa
W 1929 rozpoczął karierę piłkarską w drużynie Piszczewkus Leningrad, skąd w 1931 przeszedł do Dinamo Leningrad. Uczestniczył w II wojnie światowej. Po zakończeniu wojny kontynuował występy w Dinamie Leningrad, ale wkrótce postanowił zakończyć karierę piłkarską.

### Kariera reprezentacyjna
Grał w reprezentacji Leningradu. Mistrz Rosyjskiej FSRR w 1932 roku. Występował w międzynarodowych meczach z zespołami Turcji, Pragi, Kraju Basków. W narodowej reprezentacji ZSRR rozegrał 4 nieoficjalne mecze (1934–1935).

## Kariera hokejowa
Grał również w hokej na trawie (mistrz ZSRR 1935). Po wojnie był jednym z organizatorów hokeju na lodzie, łączył funkcje hokeisty i trenera w Dinamie Leningrad (1946-1950).

## Kariera trenerska
W 1950 rozpoczął karierę trenerską w piłce nożnej. Najpierw pomagał trenować Dinamo Leningrad. Również pracował jako trener FSzM Leningrad (1950-1959). Potem samodzielnie prowadził Spartak Leningrad, Zenit Leningrad, Czornomoreć Odessa i Terek Grozny. W 1972 pracował na stanowisku dyrektora w Dinamie Leningrad. Zmarł 4 grudnia 1981 w Leningradzie.

## Sukcesy i odznaczenia

### Sukcesy trenerskie
- wicemistrz Klasy B ZSRR, strefy 1: 1962

### Odznaczenia
- tytuł Mistrza Sportu ZSRR: 1943
- tytuł Zasłużonego Trenera Rosyjskiej FSRR: 1965